# یین (ایندیانا)
یین (به انگلیسی: Yenne) یک منطقهٔ مسکونی در ایالات متحده آمریکا است که در شهرستان مارتین، ایندیانا واقع شده‌است. یین ۱۳۸٫۰۸ متر بالاتر از سطح دریا واقع شده‌است.